# OUTSIDE SIGNAL
OUTSIDE SIGNAL（アウトサイドシグナル）は、日本のバンドである。2004年ワーナーミュージック・ジャパンよりメジャーデビュー。　元デートピア所属。

## メンバー
- Satoshi：ボーカル
- Hiroaking：ギター、コーラス、リーダー
- Mart：ギター、コーラス
- Wada：ドラム
- Shibuya：ベース、コーラス
- RiQ：MC

2007年2月26日滋賀ハックルベリーにてラストライブ。解散。
2008年ボーカルSatoshiとギターMartで新バンドSYNCHRONIZE結成。

## ディスコグラフィ

### シングル
1. ガンバレって歌（2004.01.07）オリコン152位
  1. ガンバレって歌
  2. SUBJECT LIFE
  3. HONEY WORD
  4. Theme of O・S・S
2. ガンバレって歌 feat.RiQ（2004.07.07） - メジャーデビュー版。シングルだが10曲入り。オリコン73位
  1. ガンバレって歌[3:42]
作詞：Gen／作曲・編曲：O・S・S
  2. ナツっ娘[3:21]
作詞・作曲・編曲：O・S・S
  3. フシダラ金曜日[3:33]
作詞・作曲・編曲：O・S・S
  4. 12個の音階といつだってタイセツな思い[4:10]
作詞・作曲・編曲：O・S・S
  5. ガンバレって歌 (summer breeze style)[3:52]
  6. ナツっ娘 (free style)[5:13]
  7. ガンバレって歌 (-one ver.)[3:43]
  8. ナツっ娘 (-one ver.)[3:20]
  9. フシダラ金曜日 (-one ver.)[3:34]
  10. 12個の音階といつだってタイセツな思い (-one ver.)[4:07]
3. VIVA⇔MyBONDS（2004.12.01）
  1. VIVA⇔MyBONDS[3:57]
作詞・作曲・編曲：O・S・S
  2. Snow Love Song[4:43]
作詞・作曲・編曲：O・S・S
  3. ネバギバRooocK!!!![3:21]
作詞・作曲・編曲：O・S・S

### アルバム
1. 侍♂ロッケンロール（2003.08.06）
  1. HAPPY?
  2. メインストリートへ
  3. サートン
  4. YOU CAN DO IT
  5. STUPID
  6. 真夏のクリスマス
  7. HAPPY?(LIVE)
  8. SUBJECT LIFE(LIVE)
  9. 「G」(LIVE)
  10. 佐竹雅昭乱入!(LIVE)
  11. HONEY WORD(LIVE)